# Nokere Koerse féminine 2024
Pour la course masculine, voir Nokere Koerse 2024.
La 5e édition de la Nokere Koerse féminine a lieu le 13 mars 2024. La course fait partie du calendrier international féminin UCI 2024 en catégorie 1.Pro. Elle est remportée par la Belge Lotte Kopecky. 

## Présentation

### Équipes
| UCI Women's WorldTeams (8)- AG Insurance-Soudal Team - Ceratizit-WNT Pro Cycling - Fenix-Deceuninck - Human Powered Health - Liv AlUla Jayco - Movistar Team - SD Worx-Protime - UAE Team ADQ Équipes féminines continentales (10)- Bepink-Bongioanni - Chevalmeire - GT Krush RebelLease - Hess Cycling Team - Komugi-Grand Est - Lifeplus Wahoo - Lotto Dstny Ladies - Proximus-Cyclis CT - Team Coop-Repsol - VolkerWessels |
| |

## Récit de la course
Sofia Bertizzolo sort à mi-course. Elle est rejointe par Lotte Kopecky après la Holstraat, au kilomètre cinquante-huit. La Belge est seule en tête après la montée du Petegemberg. Elle décide néanmoins de se relever. Un nouveau groupe se forme avec Emma Norsgaard, Sofia Bertizzolo, Femke Markus et Jeanne Korevaar. Cinq autres coureuses opèrent ensuite la jonction. À trente-deux kilomètres de l'arrivée, le peloton se reforme. Anya Louw sort ensuite seule et reste en tête durant dix kilomètres. Par la suite, Valerie Demey, Stina Kagevi et Femke de Vries la rejoignent. La SD Worx provoque le regroupement dans la montée de Lange Ast. À quatorze kilomètres de l'arrivée, Lotte Kopecky attaque. Elle emmène avec elle trois coureuses : son équipière Lorena Wiebes, Lily Williams et Arlenis Sierra. La championne du monde attaque de nouveau sur une section pavée à 7,4 km de l'arrivée. Elle creuse rapidement un écart suffisant pour se présenter seule sur la ligne d'arrivée à Nokere. Wiebes remporte le sprint pour la deuxième place.

## Classements

### Classement final
| \| Classement général \| Classement général \| Classement général \| Classement général \| Classement général \| \| Coureuse \| Coureuse \| Pays \| Équipe \| Temps \| \| ------------------ \| --------------------- \| ------------------ \| ------------------------- \| ------------------ \| \| 1re \| Lotte Kopecky \| Belgique \| SD Worx-Protime \| 3 h 15 min 55 s \| \| 2e \| Lorena Wiebes \| Pays-Bas \| SD Worx-Protime \| + 17 s \| \| 3e \| Lily Williams \| États-Unis \| Human Powered Health \| + 18 s \| \| 4e \| Sofie van Rooijen \| Pays-Bas \| VolkerWessels \| + 18 s \| \| 5e \| Arlenis Sierra \| Cuba \| Movistar Team \| + 22 s \| \| 6e \| Floortje Mackaij \| Pays-Bas \| Movistar Team \| + 37 s \| \| 7e \| Emma Norsgaard \| Danemark \| Movistar Team \| + 37 s \| \| 8e \| Fauve Bastiaenssen \| Belgique \| Lotto Dstny Ladies \| + 1 min 13 s \| \| 9e \| Marthe Truyen \| Belgique \| Fenix-Deceuninck \| + 1 min 13 s \| \| 10e \| Kathrin Schweinberger \| Autriche \| Ceratizit-WNT Pro Cycling \| + 1 min 13 s \| |                       |            |                           |                 |
| |                       |            |                           |                 |
| Source : ProCyclingStats |                       |            |                           |                 |
| Classement général |                       |            |                           |                 |
| Coureuse | Coureuse              | Pays       | Équipe                    | Temps           |
| 1re | Lotte Kopecky         | Belgique   | SD Worx-Protime           | 3 h 15 min 55 s |
| 2e | Lorena Wiebes         | Pays-Bas   | SD Worx-Protime           | + 17 s          |
| 3e | Lily Williams         | États-Unis | Human Powered Health      | + 18 s          |
| 4e | Sofie van Rooijen     | Pays-Bas   | VolkerWessels             | + 18 s          |
| 5e | Arlenis Sierra        | Cuba       | Movistar Team             | + 22 s          |
| 6e | Floortje Mackaij      | Pays-Bas   | Movistar Team             | + 37 s          |
| 7e | Emma Norsgaard        | Danemark   | Movistar Team             | + 37 s          |
| 8e | Fauve Bastiaenssen    | Belgique   | Lotto Dstny Ladies        | + 1 min 13 s    |
| 9e | Marthe Truyen         | Belgique   | Fenix-Deceuninck          | + 1 min 13 s    |
| 10e | Kathrin Schweinberger | Autriche   | Ceratizit-WNT Pro Cycling | + 1 min 13 s    |

### Points UCI
| Position           | 1er | 2e  | 3e  | 4e  | 5e | 6e | 7e | 8e | 9e | 10e | 11e | 12e | 13e | 14e | 15e | 16e à 25e |
| Classement général | 200 | 150 | 125 | 100 | 85 | 70 | 60 | 50 | 40 | 35  | 30  | 25  | 20  | 15  | 10  | 5         |

## Liste des participants
| Légende | Légende                                                                    | Légende | Légende                                                    |
| ------- | -------------------------------------------------------------------------- | ------- | ---------------------------------------------------------- |
| Num     | Dossard de départ porté par le coureur sur cette Nokere Koerse voor Dames  | Pos     | Position à l'arrivée de la course                          |
|         | Indique un maillot de champion national ou mondial, suivi de sa spécialité | NP      | Indique un coureur qui n'a pas pris le départ de la course |
| AB      | Indique un coureur qui n'a pas terminé la course                           | HD      | Indique un coureur qui a terminé la course hors des délais |

| SD Worx-Protime SDW | SD Worx-Protime SDW               | SD Worx-Protime SDW |
| ------------------- | --------------------------------- | ------------------- |
| Num                 | Coureuse                          | Pos                 |
| 1                   | Lotte Kopecky (BEL) (route)       | 1re                 |
| 2                   | Lorena Wiebes (NED)               | 2e                  |
| 3                   | Christine Majerus (LUX) (route)   | NP                  |
| 4                   | Chantal van den Broek-Blaak (NED) | 38e                 |
| 5                   | Femke Markus (NED)                | 16e                 |
| 6                   | Elena Cecchini (ITA)              | 36e                 |

| UAE Team ADQ UAD | UAE Team ADQ UAD          | UAE Team ADQ UAD |
| ---------------- | ------------------------- | ---------------- |
| Num              | Coureuse                  | Pos              |
| 11               | Chiara Consonni (ITA)     | 12e              |
| 12               | Sofia Bertizzolo (ITA)    | 40e              |
| 13               | Eugenia Bujak (SLO)       | 19e              |
| 14               | Eleonora Gasparrini (ITA) | 34e              |
| 16               | Tereza Neumanová (CZE)    | 41e              |

| Movistar Team MOV | Movistar Team MOV            | Movistar Team MOV |
| ----------------- | ---------------------------- | ----------------- |
| Num               | Coureuse                     | Pos               |
| 21                | Emma Norsgaard (DEN)         | 7e                |
| 22                | Sheyla Gutiérrez (ESP)       | AB                |
| 23                | Floortje Mackaij (NED)       | 6e                |
| 24                | Laura Ruiz Pérez (ESP)       | AB                |
| 25                | Lucia Ruiz Pérez (ESP)       | AB                |
| 26                | Arlenis Sierra (CUB) (route) | 5e                |

| Fenix-Deceuninck FED | Fenix-Deceuninck FED          | Fenix-Deceuninck FED |
| -------------------- | ----------------------------- | -------------------- |
| Num                  | Coureuse                      | Pos                  |
| 31                   | Julie De Wilde (BEL)          | 42e                  |
| 32                   | Millie Couzens (GBR)          | AB                   |
| 33                   | Evy Kuijpers (NED)            | 31e                  |
| 34                   | Flora Perkins (GBR)           | 22e                  |
| 35                   | Christina Schweinberger (AUT) | 18e                  |
| 36                   | Marthe Truyen (BEL)           | 9e                   |

| Ceratizit-WNT Pro Cycling WNT | Ceratizit-WNT Pro Cycling WNT | Ceratizit-WNT Pro Cycling WNT |
| ----------------------------- | ----------------------------- | ----------------------------- |
| Num                           | Coureuse                      | Pos                           |
| 41                            | Arianna Fidanza (ITA)         | 15e                           |
| 42                            | Alice Maria Arzuffi (ITA)     | 48e                           |
| 43                            | Mylène de Zoete (NED)         | AB                            |
| 44                            | Nina Berton (LUX)             | 24e                           |
| 45                            | Kathrin Schweinberger (AUT)   | 10e                           |
| 46                            | Lea Lin Teutenberg (GER)      | AB                            |

| AG Insurance-Soudal Team AGS | AG Insurance-Soudal Team AGS | AG Insurance-Soudal Team AGS |
| ---------------------------- | ---------------------------- | ---------------------------- |
| Num                          | Coureuse                     | Pos                          |
| 51                           | Marthe Goossens (BEL)        | AB                           |
| 52                           | Febe Jooris (BEL)            | AB                           |
| 53                           | Jade Linthoudt (BEL)         | AB                           |
| 54                           | Anya Louw (AUS)              | 37e                          |
| 55                           | Ilse Pluimers (NED)          | 17e                          |
| 56                           | Maud Rijnbeek (NED)          | 44e                          |

| Human Powered Health HPH | Human Powered Health HPH  | Human Powered Health HPH |
| ------------------------ | ------------------------- | ------------------------ |
| Num                      | Coureuse                  | Pos                      |
| 61                       | Audrey Cordon-Ragot (FRA) | 13e                      |
| 62                       | Romy Kasper (GER)         | 26e                      |
| 63                       | Maëlle Grossetête (FRA)   | 49e                      |
| 64                       | Wiktoria Pikulik (POL)    | AB                       |
| 65                       | Lily Williams (USA)       | 3e                       |
| 66                       | Alice Wood (GBR)          | AB                       |

| Liv AlUla Jayco LAJ | Liv AlUla Jayco LAJ               | Liv AlUla Jayco LAJ |
| ------------------- | --------------------------------- | ------------------- |
| Num                 | Coureuse                          | Pos                 |
| 71                  | Georgia Baker (AUS)               | AB                  |
| 72                  | Teniel Campbell (TTO)             | AB                  |
| 73                  | Jeanne Korevaar (NED)             | 23e                 |
| 74                  | Amber Pate (AUS)                  | AB                  |
| 75                  | Letizia Paternoster (ITA)         | 39e                 |
| 76                  | Ruby Roseman-Gannon (AUS) (route) | 11e                 |

| VolkerWessels VWT | VolkerWessels VWT       | VolkerWessels VWT |
| ----------------- | ----------------------- | ----------------- |
| Num               | Coureuse                | Pos               |
| 81                | Lisa Van Helvoirt (NED) | AB                |
| 82                | Valerie Demey (BEL)     | 27e               |
| 83                | Anneke Dijkstra (NED)   | 21e               |
| 84                | Sofie van Rooijen (NED) | 4e                |
| 85                | Marieke Meert (BEL)     | AB                |
| 86                | Marith Vanhove (BEL)    | 14e               |

| Lifeplus Wahoo LPW | Lifeplus Wahoo LPW     | Lifeplus Wahoo LPW |
| ------------------ | ---------------------- | ------------------ |
| Num                | Coureuse               | Pos                |
| 91                 | Karin Söderqvist (SWE) | 46e                |
| 92                 | Eluned King (GBR)      | AB                 |
| 93                 | Maddie Leech (GBR)     | AB                 |
| 94                 | Kristýna Burlová (CZE) | AB                 |
| 95                 | Heidi Franz (USA)      | 33e                |
| 96                 | Alicia González (ESP)  | 20e                |

| Team Coop-Repsol HPU | Team Coop-Repsol HPU    | Team Coop-Repsol HPU |
| -------------------- | ----------------------- | -------------------- |
| Num                  | Coureuse                | Pos                  |
| 101                  | Camilla Rånes Bye (NOR) | 32e                  |
| 102                  | Stina Kagevi (SWE)      | 47e                  |
| 103                  | Magdalene Lind (NOR)    | AB                   |
| 104                  | April Tacey (GBR)       | AB                   |
| 105                  | Aidi Gerde Tuisk (EST)  | AB                   |
| 106                  | Eline Van Rooijen (NED) | 43e                  |

| Lotto Dstny Ladies LDL | Lotto Dstny Ladies LDL     | Lotto Dstny Ladies LDL |
| ---------------------- | -------------------------- | ---------------------- |
| Num                    | Coureuse                   | Pos                    |
| 111                    | Mieke Docx (BEL)           | AB                     |
| 112                    | Maureen Arens (NED)        | 28e                    |
| 113                    | Fauve Bastiaenssen (BEL)   | 8e                     |
| 114                    | Wilma Aintila (FIN)        | 35e                    |
| 115                    | Quinty van de Guchte (NED) | 30e                    |
| 116                    | Julie Hendrickx (BEL)      | AB                     |

| Bepink-Bongioanni BPK | Bepink-Bongioanni BPK      | Bepink-Bongioanni BPK |
| --------------------- | -------------------------- | --------------------- |
| Num                   | Coureuse                   | Pos                   |
| 121                   | Irene Cagnazzo (ITA)       | AB                    |
| 122                   | Selene Colombi (ITA)       | AB                    |
| 123                   | Martina Testa (ITA)        | AB                    |
| 124                   | Karolina Karasiewicz (POL) | AB                    |
| 125                   | Elisa Valtulini (ITA)      | 50e                   |

| Chevalmeire CHE | Chevalmeire CHE        | Chevalmeire CHE |
| --------------- | ---------------------- | --------------- |
| Num             | Coureuse               | Pos             |
| 131             | Cleo Kiekens (BEL)     | AB              |
| 132             | Nathalie Bex (BEL)     | AB              |
| 133             | Danique Braam (NED)    | AB              |
| 134             | Hanna Nilsson (SWE)    | AB              |
| 135             | Malin Eriksen (NOR)    | AB              |
| 136             | Antonia Gröndahl (FIN) | AB              |

| Hess Cycling Team HCT | Hess Cycling Team HCT  | Hess Cycling Team HCT |
| --------------------- | ---------------------- | --------------------- |
| Num                   | Coureuse               | Pos                   |
| 141                   | Annika Liehner (SUI)   | AB                    |
| 142                   | Rotem Gafinovitz (ISR) | 29e                   |
| 143                   | Grace Lister (GBR)     | 45e                   |
| 144                   | Clara Lundmark (SWE)   | AB                    |
| 145                   | Alice McWilliam (GBR)  | AB                    |
| 146                   | Johanna Martini (AUT)  | AB                    |

| Team Komugi-Grand Est GEK | Team Komugi-Grand Est GEK | Team Komugi-Grand Est GEK |
| ------------------------- | ------------------------- | ------------------------- |
| Num                       | Coureuse                  | Pos                       |
| 151                       | Fien Delbaere (BEL)       | AB                        |
| 152                       | Victoire Joncheray (FRA)  | AB                        |
| 154                       | Eliška Kvasničková (CZE)  | AB                        |
| 155                       | Laury Milette (CAN)       | AB                        |
| 156                       | Josephine Peloquin (CAN)  | AB                        |

| GT Krush Rebellease BPC | GT Krush Rebellease BPC  | GT Krush Rebellease BPC |
| ----------------------- | ------------------------ | ----------------------- |
| Num                     | Coureuse                 | Pos                     |
| 161                     | Zoë van Velzen (NED)     | AB                      |
| 162                     | Marissa Baks (NED)       | AB                      |
| 163                     | Henrietta Colborne (GBR) | AB                      |
| 164                     | Femke de Vries (NED)     | 25e                     |
| 165                     | Britt de Grave (NED)     | AB                      |
| 166                     | Anniek Mos (NED)         | AB                      |

| Proximus-Cyclis CT PRO | Proximus-Cyclis CT PRO | Proximus-Cyclis CT PRO |
| ---------------------- | ---------------------- | ---------------------- |
| Num                    | Coureuse               | Pos                    |
| 171                    | Marieke de Groot (NED) | AB                     |
| 172                    | Lente Boskamp (NED)    | AB                     |
| 173                    | Febe Poppe (BEL)       | AB                     |
| 174                    | Margarita Lopez (ESP)  | AB                     |
| 175                    | Lone Meertens (BEL)    | AB                     |
| 176                    | Deborah Veerman (NED)  | NP                     |

| SD Worx-Protime SDW | SD Worx-Protime SDW               | SD Worx-Protime SDW |
| ------------------- | --------------------------------- | ------------------- |
| Num                 | Coureuse                          | Pos                 |
| 1                   | Lotte Kopecky (BEL) (route)       | 1re                 |
| 2                   | Lorena Wiebes (NED)               | 2e                  |
| 3                   | Christine Majerus (LUX) (route)   | NP                  |
| 4                   | Chantal van den Broek-Blaak (NED) | 38e                 |
| 5                   | Femke Markus (NED)                | 16e                 |
| 6                   | Elena Cecchini (ITA)              | 36e                 |

| UAE Team ADQ UAD | UAE Team ADQ UAD          | UAE Team ADQ UAD |
| ---------------- | ------------------------- | ---------------- |
| Num              | Coureuse                  | Pos              |
| 11               | Chiara Consonni (ITA)     | 12e              |
| 12               | Sofia Bertizzolo (ITA)    | 40e              |
| 13               | Eugenia Bujak (SLO)       | 19e              |
| 14               | Eleonora Gasparrini (ITA) | 34e              |
| 16               | Tereza Neumanová (CZE)    | 41e              |

| Movistar Team MOV | Movistar Team MOV            | Movistar Team MOV |
| ----------------- | ---------------------------- | ----------------- |
| Num               | Coureuse                     | Pos               |
| 21                | Emma Norsgaard (DEN)         | 7e                |
| 22                | Sheyla Gutiérrez (ESP)       | AB                |
| 23                | Floortje Mackaij (NED)       | 6e                |
| 24                | Laura Ruiz Pérez (ESP)       | AB                |
| 25                | Lucia Ruiz Pérez (ESP)       | AB                |
| 26                | Arlenis Sierra (CUB) (route) | 5e                |

| Fenix-Deceuninck FED | Fenix-Deceuninck FED          | Fenix-Deceuninck FED |
| -------------------- | ----------------------------- | -------------------- |
| Num                  | Coureuse                      | Pos                  |
| 31                   | Julie De Wilde (BEL)          | 42e                  |
| 32                   | Millie Couzens (GBR)          | AB                   |
| 33                   | Evy Kuijpers (NED)            | 31e                  |
| 34                   | Flora Perkins (GBR)           | 22e                  |
| 35                   | Christina Schweinberger (AUT) | 18e                  |
| 36                   | Marthe Truyen (BEL)           | 9e                   |

| Ceratizit-WNT Pro Cycling WNT | Ceratizit-WNT Pro Cycling WNT | Ceratizit-WNT Pro Cycling WNT |
| ----------------------------- | ----------------------------- | ----------------------------- |
| Num                           | Coureuse                      | Pos                           |
| 41                            | Arianna Fidanza (ITA)         | 15e                           |
| 42                            | Alice Maria Arzuffi (ITA)     | 48e                           |
| 43                            | Mylène de Zoete (NED)         | AB                            |
| 44                            | Nina Berton (LUX)             | 24e                           |
| 45                            | Kathrin Schweinberger (AUT)   | 10e                           |
| 46                            | Lea Lin Teutenberg (GER)      | AB                            |

| AG Insurance-Soudal Team AGS | AG Insurance-Soudal Team AGS | AG Insurance-Soudal Team AGS |
| ---------------------------- | ---------------------------- | ---------------------------- |
| Num                          | Coureuse                     | Pos                          |
| 51                           | Marthe Goossens (BEL)        | AB                           |
| 52                           | Febe Jooris (BEL)            | AB                           |
| 53                           | Jade Linthoudt (BEL)         | AB                           |
| 54                           | Anya Louw (AUS)              | 37e                          |
| 55                           | Ilse Pluimers (NED)          | 17e                          |
| 56                           | Maud Rijnbeek (NED)          | 44e                          |

| Human Powered Health HPH | Human Powered Health HPH  | Human Powered Health HPH |
| ------------------------ | ------------------------- | ------------------------ |
| Num                      | Coureuse                  | Pos                      |
| 61                       | Audrey Cordon-Ragot (FRA) | 13e                      |
| 62                       | Romy Kasper (GER)         | 26e                      |
| 63                       | Maëlle Grossetête (FRA)   | 49e                      |
| 64                       | Wiktoria Pikulik (POL)    | AB                       |
| 65                       | Lily Williams (USA)       | 3e                       |
| 66                       | Alice Wood (GBR)          | AB                       |

| Liv AlUla Jayco LAJ | Liv AlUla Jayco LAJ               | Liv AlUla Jayco LAJ |
| ------------------- | --------------------------------- | ------------------- |
| Num                 | Coureuse                          | Pos                 |
| 71                  | Georgia Baker (AUS)               | AB                  |
| 72                  | Teniel Campbell (TTO)             | AB                  |
| 73                  | Jeanne Korevaar (NED)             | 23e                 |
| 74                  | Amber Pate (AUS)                  | AB                  |
| 75                  | Letizia Paternoster (ITA)         | 39e                 |
| 76                  | Ruby Roseman-Gannon (AUS) (route) | 11e                 |

| VolkerWessels VWT | VolkerWessels VWT       | VolkerWessels VWT |
| ----------------- | ----------------------- | ----------------- |
| Num               | Coureuse                | Pos               |
| 81                | Lisa Van Helvoirt (NED) | AB                |
| 82                | Valerie Demey (BEL)     | 27e               |
| 83                | Anneke Dijkstra (NED)   | 21e               |
| 84                | Sofie van Rooijen (NED) | 4e                |
| 85                | Marieke Meert (BEL)     | AB                |
| 86                | Marith Vanhove (BEL)    | 14e               |

| Lifeplus Wahoo LPW | Lifeplus Wahoo LPW     | Lifeplus Wahoo LPW |
| ------------------ | ---------------------- | ------------------ |
| Num                | Coureuse               | Pos                |
| 91                 | Karin Söderqvist (SWE) | 46e                |
| 92                 | Eluned King (GBR)      | AB                 |
| 93                 | Maddie Leech (GBR)     | AB                 |
| 94                 | Kristýna Burlová (CZE) | AB                 |
| 95                 | Heidi Franz (USA)      | 33e                |
| 96                 | Alicia González (ESP)  | 20e                |

| Team Coop-Repsol HPU | Team Coop-Repsol HPU    | Team Coop-Repsol HPU |
| -------------------- | ----------------------- | -------------------- |
| Num                  | Coureuse                | Pos                  |
| 101                  | Camilla Rånes Bye (NOR) | 32e                  |
| 102                  | Stina Kagevi (SWE)      | 47e                  |
| 103                  | Magdalene Lind (NOR)    | AB                   |
| 104                  | April Tacey (GBR)       | AB                   |
| 105                  | Aidi Gerde Tuisk (EST)  | AB                   |
| 106                  | Eline Van Rooijen (NED) | 43e                  |

| Lotto Dstny Ladies LDL | Lotto Dstny Ladies LDL     | Lotto Dstny Ladies LDL |
| ---------------------- | -------------------------- | ---------------------- |
| Num                    | Coureuse                   | Pos                    |
| 111                    | Mieke Docx (BEL)           | AB                     |
| 112                    | Maureen Arens (NED)        | 28e                    |
| 113                    | Fauve Bastiaenssen (BEL)   | 8e                     |
| 114                    | Wilma Aintila (FIN)        | 35e                    |
| 115                    | Quinty van de Guchte (NED) | 30e                    |
| 116                    | Julie Hendrickx (BEL)      | AB                     |

| Bepink-Bongioanni BPK | Bepink-Bongioanni BPK      | Bepink-Bongioanni BPK |
| --------------------- | -------------------------- | --------------------- |
| Num                   | Coureuse                   | Pos                   |
| 121                   | Irene Cagnazzo (ITA)       | AB                    |
| 122                   | Selene Colombi (ITA)       | AB                    |
| 123                   | Martina Testa (ITA)        | AB                    |
| 124                   | Karolina Karasiewicz (POL) | AB                    |
| 125                   | Elisa Valtulini (ITA)      | 50e                   |

| Chevalmeire CHE | Chevalmeire CHE        | Chevalmeire CHE |
| --------------- | ---------------------- | --------------- |
| Num             | Coureuse               | Pos             |
| 131             | Cleo Kiekens (BEL)     | AB              |
| 132             | Nathalie Bex (BEL)     | AB              |
| 133             | Danique Braam (NED)    | AB              |
| 134             | Hanna Nilsson (SWE)    | AB              |
| 135             | Malin Eriksen (NOR)    | AB              |
| 136             | Antonia Gröndahl (FIN) | AB              |

| Hess Cycling Team HCT | Hess Cycling Team HCT  | Hess Cycling Team HCT |
| --------------------- | ---------------------- | --------------------- |
| Num                   | Coureuse               | Pos                   |
| 141                   | Annika Liehner (SUI)   | AB                    |
| 142                   | Rotem Gafinovitz (ISR) | 29e                   |
| 143                   | Grace Lister (GBR)     | 45e                   |
| 144                   | Clara Lundmark (SWE)   | AB                    |
| 145                   | Alice McWilliam (GBR)  | AB                    |
| 146                   | Johanna Martini (AUT)  | AB                    |

| Team Komugi-Grand Est GEK | Team Komugi-Grand Est GEK | Team Komugi-Grand Est GEK |
| ------------------------- | ------------------------- | ------------------------- |
| Num                       | Coureuse                  | Pos                       |
| 151                       | Fien Delbaere (BEL)       | AB                        |
| 152                       | Victoire Joncheray (FRA)  | AB                        |
| 154                       | Eliška Kvasničková (CZE)  | AB                        |
| 155                       | Laury Milette (CAN)       | AB                        |
| 156                       | Josephine Peloquin (CAN)  | AB                        |

| GT Krush Rebellease BPC | GT Krush Rebellease BPC  | GT Krush Rebellease BPC |
| ----------------------- | ------------------------ | ----------------------- |
| Num                     | Coureuse                 | Pos                     |
| 161                     | Zoë van Velzen (NED)     | AB                      |
| 162                     | Marissa Baks (NED)       | AB                      |
| 163                     | Henrietta Colborne (GBR) | AB                      |
| 164                     | Femke de Vries (NED)     | 25e                     |
| 165                     | Britt de Grave (NED)     | AB                      |
| 166                     | Anniek Mos (NED)         | AB                      |

| Proximus-Cyclis CT PRO | Proximus-Cyclis CT PRO | Proximus-Cyclis CT PRO |
| ---------------------- | ---------------------- | ---------------------- |
| Num                    | Coureuse               | Pos                    |
| 171                    | Marieke de Groot (NED) | AB                     |
| 172                    | Lente Boskamp (NED)    | AB                     |
| 173                    | Febe Poppe (BEL)       | AB                     |
| 174                    | Margarita Lopez (ESP)  | AB                     |
| 175                    | Lone Meertens (BEL)    | AB                     |
| 176                    | Deborah Veerman (NED)  | NP                     |